# Lepidonia callilepis
Lepidonia callilepis là một loài thực vật có hoa trong họ Cúc. Loài này được (Gleason) H.Rob. & V.A.Funk mô tả khoa học đầu tiên năm 1987.